# تریداستیشن
تریداستیشن (انگلیسی: TradeStation) شرکت خدمات مالی آمریکایی است، که در سال ۱۹۸۲ توسط گروه مونکس تأسیس شد.